# Ruhmeshalle

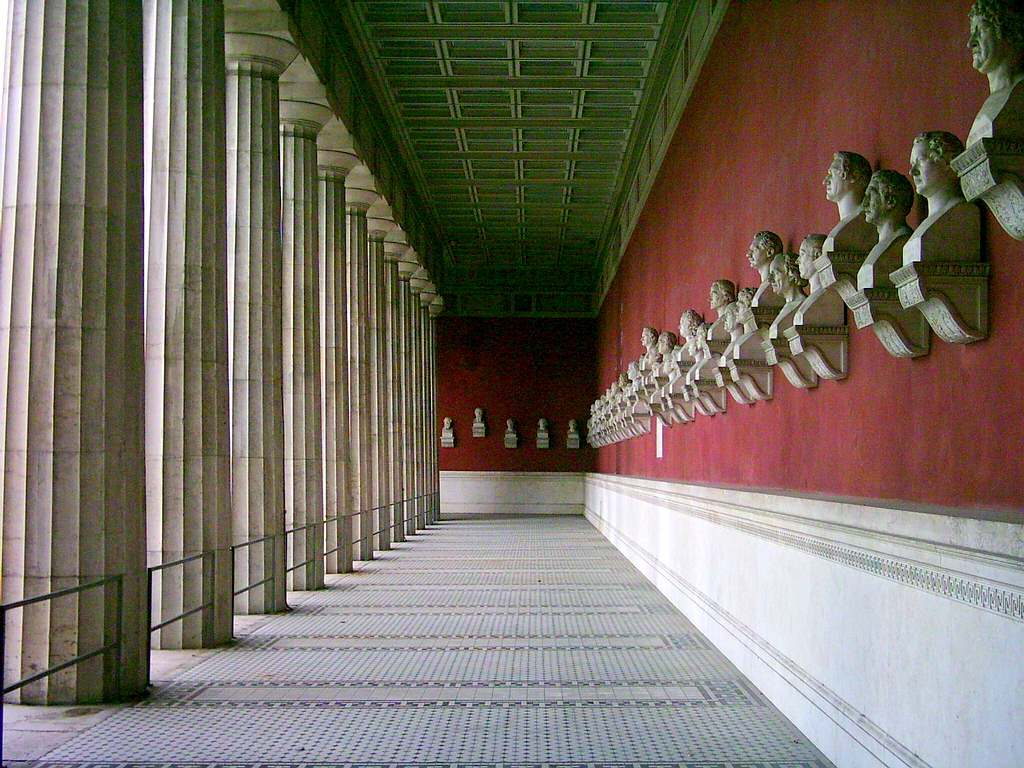
Interior del Ruhmeshalle

El Ruhmeshalle (literalment sala de la fama) és una columnata dòrica amb una gamma principal i dues ales que va ser dissenyada per Leo von Klenze per encàrrec de Lluís I de Baviera entre 1843 i 1850. Està situat en un antiga lleixa per sobre del Theresienwiese a Múnic i va ser construïda com a part d'un complex que també inclou el Bavariapark i l'estàtua Bavària. És construït en pedra calcària a l'estil Kelheim i fa 68 metres d'ample per 32 metres de llarg.
Amb la construcció i exposició de bustos de persones importants de Bavària, incloent-hi els territoris del Palatinat, Francònia i Suàbia, el rei Lluís va pretendre crear una sala de la fama que honorés persones lloables i assenyalades del seu regne, com va fer en el memorial Walhalla per tot Alemanya.